# Harnaam Kaur
Harnaam Kaur, née le 29 novembre 1990, est une personnalité britannique des réseaux sociaux, coach post-partum, coach de vie et conférencière motivatrice. Elle est détentrice du record officiel de la plus jeune femme à barbe.

## Biographie

### Jeunesse
Harnaam Kaur naît à Slough le 29 novembre 1990 dans ce qu'elle décrit comme « une famille traditionnelle pendjabi ». À l'âge de 12 ans, Kaur se voit diagnostiquer un syndrome des ovaires polykystiques (SOPK) (aussi appelé syndrome de Stein-Leventhal), connu pour être provoqué par une élévation du taux d'androgènes (hormones mâles) chez les femmes,. L'un des symptômes du syndrome est l'hirsutisme, le fait de développer une pilosité importante sur le visage et le corps. Dès l'âge de 11 ans, sa barbe commence à pousser et elle développe une forte barbe, en même temps que ses « attributs féminins ». Elle explique « Il y a chez moi un déséquilibre hormonal qui fait que j'ai plus d'hormones mâles que d'hormones femelles dans le corps, c'est notamment la raison pour laquelle j'ai une barbe ».
Harnaam Kaur tente d'abord de s'épiler le visage en raison du jugement de la société ; elle subit des moqueries et du harcèlement tout au long de sa scolarité, jusqu'à tomber en dépression et avoir un comportement suicidaire un peu avant l'âge de 16 ans.
Mais elle finit par accepter pleinement son apparence non conventionnelle et devient porte-parole du mouvement body positive. Dans un entretien retranscrit par Rock N Roll Bride, Harnaam Kaur revient sur sa décision de garder sa barbe : « J'ai décidé de garder ma barbe et d'aller à l'encontre des attentes de la société sur l'aspect d'une femme. Aujourd'hui, je ne suis pas suicidaire et je ne m'automutile pas. Aujourd'hui, je suis heureuse de vivre comme une belle jeune femme barbue. J'ai réalisé que ce corps est le mien, je le possède, je n'ai pas d'autre corps dans lequel vivre, alors autant l'aimer inconditionnellement ».

### Carrière professionnelle
Harnaam Kaur travaille comme assistante pédagogique à l'école primaire de Khalsa avant d'attirer l'attention des médias en 2014, lorsqu'elle commence à donner des interviews publiques. Après avoir atteint la célébrité, elle devient une personnalité publique, se lance dans le mannequinat indépendant et devient conférencière motivatrice.
En mars 2015, une photo de Harnaam Kaur est exposée par le photographe M. Elbank à Somerset House à Londres. Son exposition présente des portraits de plus de 80 personnes barbues. En juin 2015, elle est mannequin pour Rock N Roll Bride. Elle se fait photographier par Louisa Coulthurst. En novembre 2015, elle rejoint la campagne « Eff Your Beauty Standards », fondée par la mannequin américain Tess Holliday et qui lutte contre la discrimination fondée sur l'apparence physique. Elle en devient porte-parole et représentante.
Le 13 février 2016, Harnaam Kaur fait un passage dans l'émission Salut les Terriens de Thierry Ardisson,. En mars 2016, Harnaam Kaur devient la première femme à barbe à marcher lors de la Fashion Week de Londres. Elle ouvre le défilé de la créatrice de bijoux Marianna Harutunian lors du Royal Fashion Day,,. Elle est engagée chez Wanted Models à Paris et continue de figurer dans des reportages de mode dans les magazines papier et des publications en ligne. En mai 2016, l'artiste conceptuelle Annelies Hofmeyr la présente dans son projet Trophy Wife Barbie, où Hofmeyr modifie une poupée Barbie à l'effigie de Kaur.
En septembre 2016, Harnaam Kaur est inscrite dans le Livre Guinness des records en tant que plus jeune femme au monde à porter la barbe. Le livre écrit : « Maintenant, avec une barbe mesurant jusqu'à six pouces [15 cm] par endroits, elle a surmonté des années d'intimidation pour s'approprier son apparence et obtenir ce titre record à l'âge de 24 ans et 282 jours ».
En mars 2017, Harnaam Kaur figure dans l'article de Teen Vogue « Instagrammers Challenge Body and Facial Hair Stigma ».
En août 2017, elle réalise une collaboration avec la société de soins Captain Fawcett pour créer et concevoir un élixir d'huile pour barbe. Elle est mannequin au cours de la campagne publicitaire vantant l'huile à barbe[source secondaire nécessaire].

### Actions militantes
Dans des interviews et sur les réseaux sociaux, Harnaam Kaur raconte les abus et le harcèlement dont elle a été victime lorsqu'elle était adolescente et qui l'ont conduite à s'automutiler et réaliser des tentatives de suicide. En 2017, elle contribue à des tables rondes au Parlement britannique sur des sujets liés à la santé mentale, à l'image du corps, au cyberharcèlement, aux thématiques LGBTQIA+ et à la manière dont les réseaux sociaux, les entreprises, les écoles et le gouvernement peuvent contribuer au développement d'images corporelles positives[source secondaire nécessaire].
Harnaam Kaur se sert de ses comptes sur Instagram, Twitter, Facebook et YouTube pour contribuer à de nombreuses campagnes body positive. Elle publie fréquemment du contenu pour sensibiliser au body shaming, au cyberharcèlement et aux maladies mentales. Elle se fixe également pour objectif de remettre en question les stéréotypes de genre dans les médias. Elle déclare : « Je ne pense pas croire au genre. Je veux savoir qui a dit que le vagin était pour une femme et le pénis pour un homme, ou que le rose était pour une fille et le bleu pour un garçon. Je suis assise ici avec un vagin et des seins – et une grande et belle barbe. ».

## Vie privée
Selon Harnaam Kaur elle-même, sa conversion au sikhisme à l'âge de 16 ans est l'une des raisons pour lesquelles elle a arrêté de s'épiler le visage ; elle se décrit comme spirituelle plutôt que religieuse. Traditionnellement, le sikhisme prohibe la coupe des cheveux. Elle continue de porter son turban ou d'autres couvre-chefs, coutume de la tradition Khālsā du sikhisme.
Le frère cadet de Kaur, Gurdeep Singh Cheema, est le créateur du film Happy Ending? The Dangers of Online Grooming pour sensibiliser au problème de la sollicitation sexuelle des enfants en ligne par des prédateurs.
Pour promouvoir l'amour-propre et l'acceptation de soi, Harnaam Kaur déclare avoir donné un nom à sa barbe, la baptisant Sundri, qui signifie « beauté » ou « beau », et qu'elle la désigne à l'aide du pronom personnel « elle ».